# @あっと!テレわか
『@あっと!テレわか』（あっとてれわか）は、テレビ和歌山（WTV）で2006年5月26日から2014年3月28日まで生放送されていた情報番組である。

## 概要

### 金曜日のワイド番組としてスタート
それまで放送されていた『紀南まるごとTV』と『わかやまナウ!』（いずれも金曜19時台）、そして『ライブマリーナα わかやまナイズ』（土曜昼）の3情報番組を統合し、独立UHF局では異例とも言える、ゴールデンタイムの2時間ワイド番組としてスタートした。そのため一部の出演者は前身番組から継続して出演する。
コンセプトは『みんなで創る和歌山情報サイト』。和歌山県や大阪府泉南地域のタウン情報を中心に、視聴者参加のコーナーや出演者によるロケ企画など、バラエティに富んだ内容で構成された。

### 帯番組へ
開始から約1年後の2007年4月2日からは、さらに平日夕方の『ニュースライフラインわかやま』と日曜夜の『和歌山経済マガジン』を統合し、1時間の帯番組に発展した。なおこの改編に伴い、平日朝の『おはよう和歌山』が縮小（この内番組内の独立コーナー『くらし○得情報』が終了）、平日昼の『ニュースライフラインわかやま』が廃枠となるなどの番組整理が行われた。
帯番組化後、月曜日～木曜日の放送は『@あっと!テレわか NEWSスタイル』と題し、県内ニュースを中心に生活情報などの日替わりコーナーを織り込んだ内容となる。
金曜日の放送は、基本的に旧・金曜2時間時代の内容を引き継ぎ、ニュースは他の曜日より短めに抑えられた。なお帯番組化当初は金曜日も1時間枠だったが、2ヵ月後の2007年6月1日からは1時間30分に拡大した。2時間時代から引き続いて金曜日の放送では、出演者が『みんなで創る和歌山情報サイト、@あっと!テレわか』とコールする。

### 番組終了へ
2014年3月28日を以って、旧・金曜2時間時代から数えておよそ8年間の放送を終了。同年3月31日からは『ニュース&情報 5チャンDO!』が放送される。

## 放送時間
| 放送期間      | 放送期間      | 放送日時（JST）                                                           |
| ------------- | ------------- | ------------------------------------------------------------------------- |
| 2006年5月26日 | 2007年3月30日 | 金曜日 19:00 - 20:55                                                      |
| 2007年4月2日  | 2007年5月31日 | 月 - 金曜日 18:00 - 18:55                                                 |
| 2007年6月1日  | 2014年3月28日 | 月 - 木曜日 18:00 - 18:56（曜日によっては18:55まで） 金曜日 18:00 - 19:25 |

テレビ和歌山では全国高等学校野球選手権和歌山大会の全試合実況生中継を実施しており、期間中は本番組の出演者・スタッフも動員される為、本番組は休止された。代替として（雨天中止の場合や休養日、日程延期に備えて、当初予定の閉幕日以降数日を含めて）18:45 - 18:55に『ニュースライフラインわかやま』（ストレートニュース）が放送された。

## 出演者
2012年1月時点。☆はテレビ和歌山アナウンサー。
NEWSスタイル
特集などを放送する時は、テレビ和歌山アナウンサーや記者が随時出演していた。
|                | 月                         | 火       | 水          | 木                           |
| -------------- | -------------------------- | -------- | ----------- | ---------------------------- |
| MC             | 山田みゆき☆                | 高松良誠 | 山田みゆき☆ | 高松良誠 池田美穂            |
| リポーター     | マエオカテツヤ 山本愛子    |          | 瀬岡容子    |                              |
| コメンテーター | 足立基浩                   | 前田朋子 | 板倉徹      | 安藤元二 宮本勝浩            |
| ニュース担当   | 井上美紀 石橋雅子 （隔週） | 高松陽子 | 上釜ゆき子  | 佐藤瑞穂☆ 上枝俊也☆ （隔週） |
みんなで創る和歌山情報サイト
- 那須信吾（MC）
- 猿渡ゆか（アシスタント）
- 和歌山のおばちゃん
- マエオカテツヤ
- 中谷真由香
- 石橋雅子（ニュースコーナーのみ出演）

### 過去の出演者
- 岡本宜子☆
- 岩崎千明（アシスタント）
- 前川美奈（アシスタント）
- 宮崎麻由子（アシスタント）
- ウインズ平阪
- NON STYLE（リポーター）
- 巾着（リポーター）

## 主なコーナー
2012年1月時点

### 月～木曜
- WTVニュース
これまで夕方に放送されていた『ニュースライフラインわかやま』を継承し、地域密着型のニュースを提供する。
- @あっと!テレわかトピックス
- 情報コーナー
火曜日は紀南の話題を田辺支局からの生中継を交えて伝える。
- まちなかサテライト フォルテ（月）
フォルテワジマ内にあるサテライトスタジオから生中継。2009年12月から。
- 足立先生の気になる数字（月）
コメンテーターの足立が数字にまつわる話題を提供する。
- 板倉先生のアタマの体操（水）
- Get the Victory 和歌山トライアンズ!（NBL・和歌山トライアンズホーム開催週の水）
- 気象情報

終了
- @あっと!平阪組（木）
平阪が県内各地の学校などへロケに出かける。
- @あっと!注目
　特集コーナー。
- アグリコーナー（木、JAわかやま提供）
2011年3月31日をもって終了。

### 金曜（みんなで創る和歌山情報サイト）
- WTVニュース
- 勝手に認定!わかやまコレクション
2011年4月スタート。和歌山のおばちゃんと猿渡が交代で県内30市町村の絶景、人、グルメ、その他を勝手に認定するというコーナー。2012年2月17日の串本町前篇よりマエオカテツヤも担当する。
- @あっと!団体さん
『団体さん』が週末に行うイベントや、スポーツなどで優勝したチームなどを紹介する。
- @あっと!テレわか特派員
　マエオカテツヤが視聴者からの情報を基にお店などを巡る。
- 気象情報

終了
- @あっと!テレわかトピックス
一週間の県内ニュースを振り返り、気になる話題を詳しく解説する。
- @あっと!おばちゃん
県内を知り尽くしている和歌山のおばちゃんが各市町村を訪ねている。ちなみに、次のロケ地はガチャガチャで決まる。
- 巾着のマリーナ
巾着の2人がマリーナシティの魅力や舞台裏を紹介する。
- @あっと!まちネタ
かわら版屋のてっちゃんことマエオカテツヤが県内にあるお店や施設を紹介する。
- 猿渡ゆか密着リポート
視聴者からの情報をもとに、県内のさまざまな舞台裏を猿渡が一日まるごと密着リポートする。
- 目指せ100万歩!おばちゃんウォーク
毎回、和歌山県内の駅をスタート地点に街を歩き、100万歩達成を目指す中で、どれだけの人と出会えるのか・・。JR西日本が提供につくことが多い。
- マリーナスマイル大作戦
『あっテレ・キッズ』が15周年を迎えイベントがいっぱいの和歌山マリーナシティから、体験リポートをする。
- 猿渡ゆかのぐるっと!わかやまスタンプラリー
和歌山県観光連盟が実施するスタンプラリーを実際に体験していく。初期は平阪が担当した。ジョーシン提供。